# Megalagrion molokaiense
Megalagrion molokaiense är en trollsländeart som först beskrevs av Robert Cyril Layton Perkins 1899.
Megalagrion molokaiense ingår i släktet Megalagrion och familjen dammflicksländor. IUCN kategoriserar arten globalt som akut hotad. Inga underarter finns listade i Catalogue of Life.